# Bataille de Gondra
Batailles
Guerre du Chaco
La bataille de Gondra eut lieu durant la Guerre du Chaco opposant la 4e Division bolivienne, la « Brave Quatrième » et la Première Division paraguayenne, la « Division de Fer », stationné autour du Fort Gondra, du 11 au 15 juillet 1933, conséquence de la Seconde bataille de Nanawa.
La 1ère Division enveloppa la Quatrième bolivienne après une série d'assauts à travers les denses forêts au sud-ouest de Gondra. La 34e Infanterie bolivienne et le Régiment de cavalerie « Lanza , mené par le capitaine Germán Busch, mena une action d'arrière-garde qui permit aux troupes encerclées de se retirer vers le Nord, vers Campo 31, un champ ouvert menant à Alihuatá. Pendant ce temps, le 3e Régiment d'Infanterie « Perez » constitua une nouvelle position de blocus dans la partie est de Campo Vìa, un lit desséché à six kilomètres à l'ouest de Gondra, ce qui empêcha une avancée supplémentaire des Paraguayens. Le 15 juillet, les troupes boliviennes se retirèrent sans être inquiétées de la poche, emportant avec elle tout leur équipement lourd.